# 布拉基特涅 (穆羅瓦尼庫里利夫齊區)
48°45′4″N 27°44′36″E / 48.75111°N 27.74333°E
布拉基特涅（烏克蘭語：Блакитне），是烏克蘭的村落，位於該國西南部文尼察州，由莫希利夫-波季利斯基區負責管轄，始建於1926年，面積0.55平方公里，海拔高度272米，2001年人口105，人口密度每平方公里191.61人。